# Johnny be Good
Johnny be Good (Originaltitel: Johnny Be Good) ist eine US-amerikanische Sportkomödie aus dem Jahr 1988. Regie führte Bud S. Smith, das Drehbuch schrieben Jeff Buhai, David Obst und Steve Zacharias.

## Handlung
Der Teenager Johnny Walker gilt als talentiert im Bereich des Footballs. Auf Grund seiner sportlichen Leistungen werden ihm Studienplätze zahlreicher Hochschulen angeboten. Seine Freundin Georgia Elkans möchte, dass Johnny gemeinsam mit ihr studiert. Sie ist die Tochter eines Polizisten, der Johnny nicht wohlgesinnt ist. Johnny spielt mit ihm darum, ob er Georgia weiter sehen darf.
Der Nachwuchssportler folgt zahlreichen Einladungen der Hochschulen zu Erkundungsbesuchen, bei denen er mit Ehren empfangen wird. Seine Familie übt auf ihn Druck aus, sich endlich zu entscheiden. Seine Mutter vergleicht ihn mit einem Popstar.
Johnny und sein Freund Leo Wiggins feiern gemeinsam, als sie von der Polizei festgenommen werden. Einer der Talentsucher der Universitäten bietet Walker juristische Unterstützung an, wenn dieser eine bestimmte Universität wählt.
Johnny beruft schließlich eine Pressekonferenz ein, auf der er seine Entscheidung verkünden will. Auf der Konferenz kommt es zu Prügeleien, als er die von den Talentsuchern angewandten Methoden bloßstellt und offenbart, dass er die Entscheidung vertagen will. Der anwesende Beamte einer Kontrollinstitution kündigt die Untersuchung der Vorfälle an. Johnny verlässt gemeinsam mit Georgia den Saal. Am Ende meldet er sich beim Coach des Footballteams jener Hochschule an, die auch Georgia besuchen will.

## Kritiken
Roger Ebert spottete in der Chicago Sun-Times vom 25. März 1988, das Drehbuch wirke, als ob seine drei Autoren in einem Büro gesessen und versucht hätten, die Klischees in eine Reihe zu bringen. Dies ergebe eine Struktur mit einer Reihe der notwendigen Szenen, aber keine komplexen und menschlichen Charaktere. Die Szenen, in denen Walker während seiner Besuche an den Hochschulen umworben wird, würden genauso unglaubwürdig wie auch unlustig wirken. Ebert meinte, die Filmautoren sollten sich schämen.
Das Lexikon des internationalen Films schrieb, der Film sei „eine schwer erträgliche Mixtur“ und ein „dünner Konfektionsfilm für amerikanische Teenager mit den gewohnten Bestandteilen aus Sport-, Musik-, Sex- und Klamaukunterhaltung“.

## Auszeichnungen
Ted Nugent wurde im Jahr 1989 für den Song Skintight für die Goldene Himbeere nominiert.

## Hintergründe
Der Film wurde in den texanischen Orten Georgetown, Irving und San Antonio gedreht. Er spielte in den Kinos der USA ca. 17,55 Millionen US-Dollar ein.
Der Vorspann des Films wurde von Pablo Ferro gestaltet.